# 池田長明
池田 長明（いけだ ながあき、慶長11年（1606年）- 延宝7年3月7日（1679年4月17日））は、岡山藩の家老。片桐池田家第2代当主。
父は岡山藩家老池田長政。母は加藤嘉明の娘。子は池田長重、池田長久。幼名新吉。通称は河内、伊賀。

## 生涯
慶長11年（1606年）、岡山藩家老池田長政の嫡男として備前下津井に誕生する。慶長12年（1607年）に父長政が死去し、幼児では要衝の地の下津井を治め難いとの理由から、領地を平福に移される。実家に戻る母に連れられて、祖父加藤嘉明の領地伊予松山に行き養われる。
慶長18年（1613年）、池田利隆の藩主相続に合わせて、播磨龍野に移る。元和3年（1617年）、藩主光政の鳥取転封に伴い、伯耆八橋に移る。寛永9年（1632年）、光政の岡山転封に伴い、備前周匝に移り、陣屋を構えて周匝2万2000石の領主となる。以降代々周匝を治め、明治維新を迎えた。
慶安5年（1652年）6月、藩主光政より日置忠治、池田直長と共に老中（仕置家老）を命じられ、慶安6年（1653年）4月、直長が乱心により辞任してからは忠治と2人で藩政を主導した。寛文7年（1667年）、藩主光政より学校設立に尽力するよう命を受ける。寛文8年（1668年）、隠居して次男長久に家督を譲る。延宝7年（1679年）3月7日没。

## 人物
家督を継いだ息子大学（長久）が藩主光政に叱責され、家老（大臣）のありかたを説かれた逸話で「伊賀（長明）は、遠い将来のことまで考えて、予（光政）を諌め、人を推挙して職に任命した」と評されている。